# Świstówka Roztocka

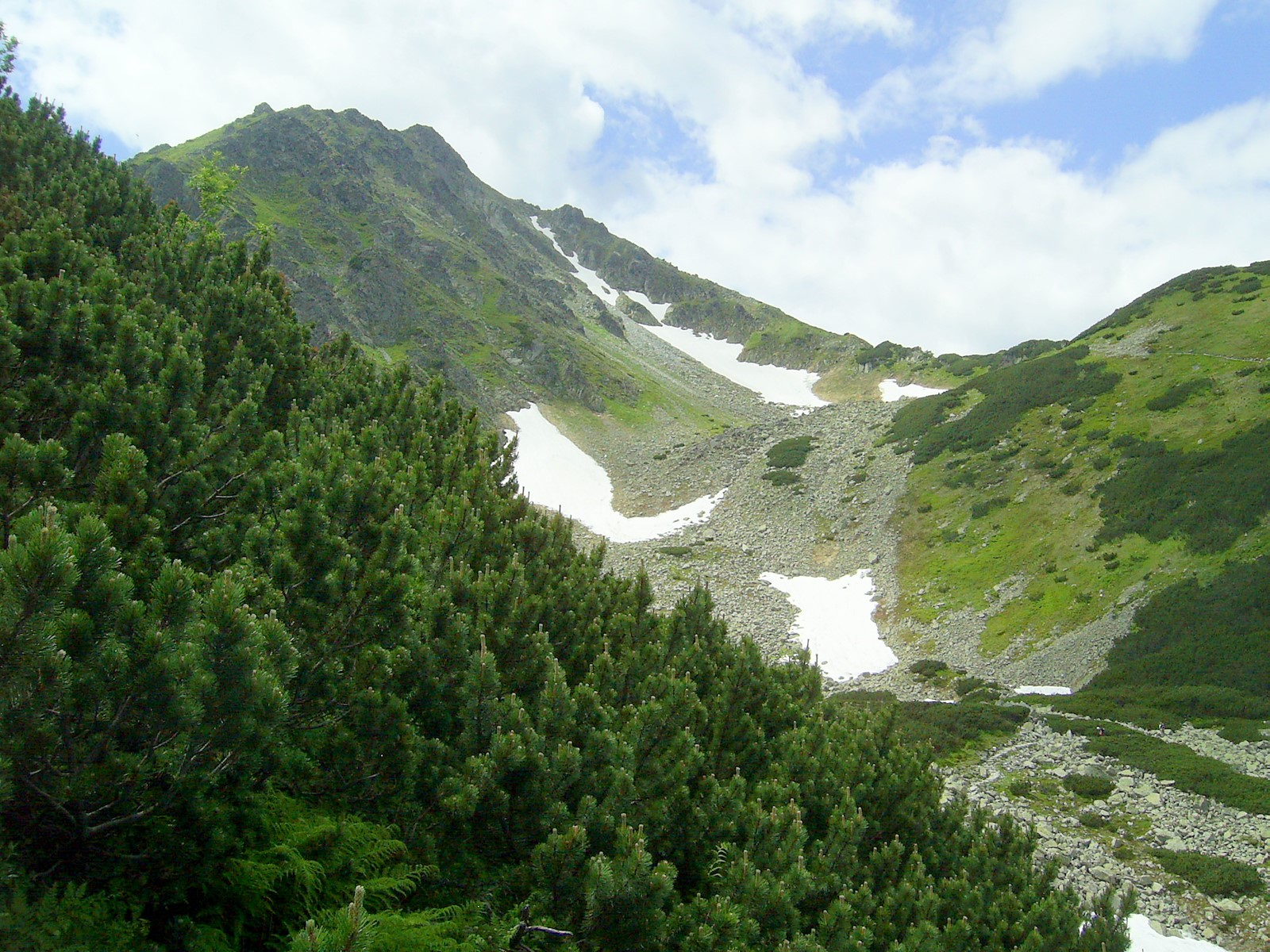
Świstówka Roztocka i górujący nad nią Opalony Wierch

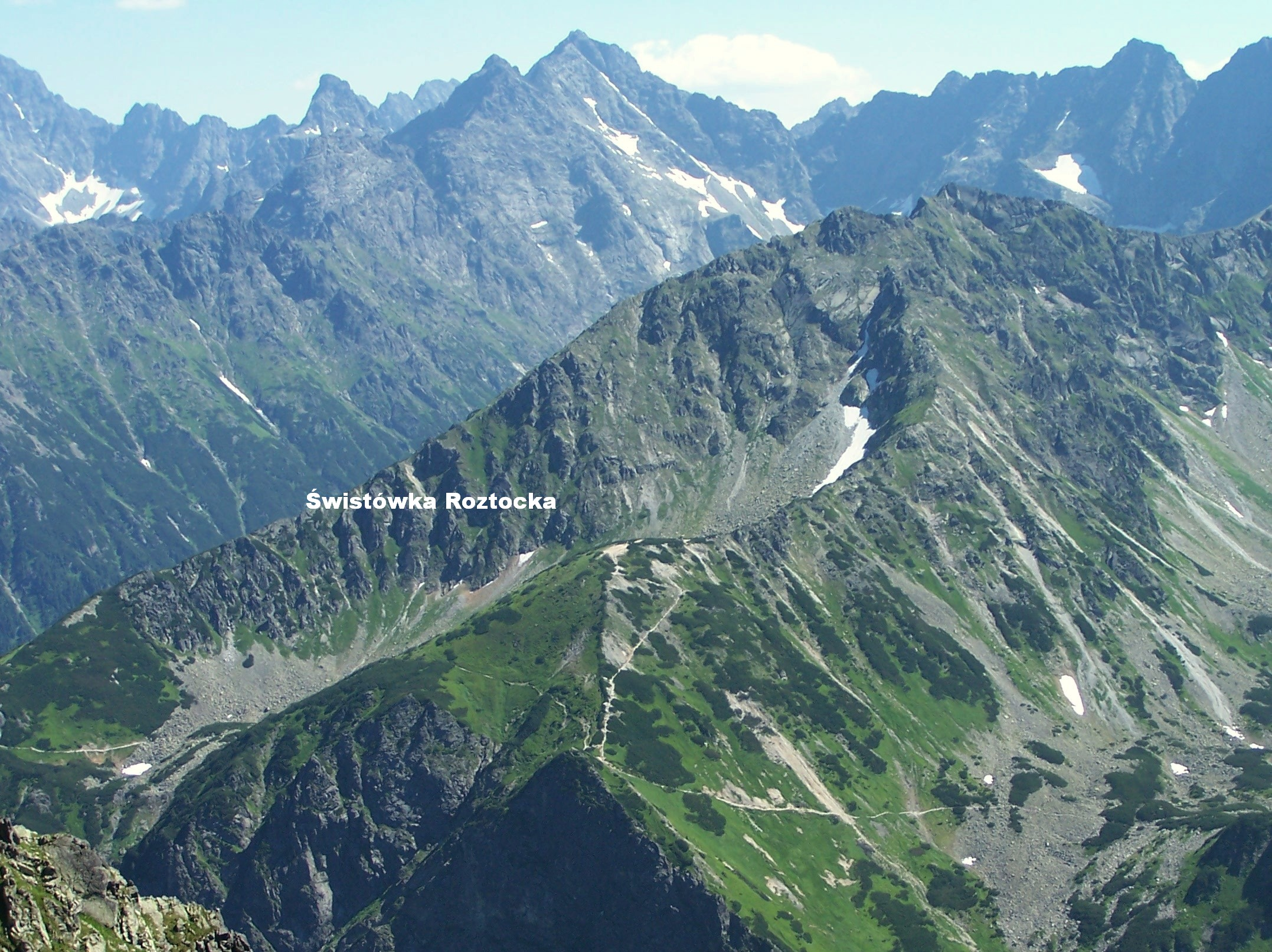
Świstówka widziana z przełęczy Krzyżne. Dostrzec można starą i nową ścieżkę turystyczną

Świstówka Roztocka – niewielka (długość ok. 0,5 km) tatrzańska dolina zawieszona między dwiema graniami odchodzącymi od Opalonego Wierchu: Opalonem i granią zakończoną Świstową Czubą. Jest boczną odnogą Doliny Roztoki, zawieszoną nad nią na wysokości ok. 1700–1750 m i opada ku niej urwistą ścianą o wysokości ok. 200 m. Ściana ta w opinii Walerego Eljasza-Radzikowskiego jest „najbardziej spadzistą w całych Tatrach”. Dawniej szlak turystyczny prowadził tuż powyżej tego urwiska, po stromym zboczu, na którym zwykle do lata leżał płat zlodzonego śniegu. Zdarzyło się tutaj kilkanaście śmiertelnych wypadków obsunięcia się, np. w 1956 spadło z tej ściany 3 narciarzy; 2 mężczyzn poniosło śmierć, kobieta przeżyła. W 1958 r. szlak poprowadzono inną trasą, wyżej. Zdarza się, że z dawnej ścieżki korzystają jeszcze nieświadomi niebezpieczeństwa turyści. W sylwestra 1994 r. zginęła tutaj 23-letnia turystka niemiecka.
Dwustopniowa dolina wyżłobiona została przez lodowiec, jest kamienista i piarżysta, częściowo porastająca murawą. Ze szlaku prowadzącego doliną widoki na masyw Wołoszyna i wiszącą Dolinkę Buczynową.
Nazwa dolinki pochodzi od świstaków. Dawniej nazwa Świstówka Roztocka była czasami błędnie używana do określania pobliskiej Świstowej Czuby.
Jako pierwszy zimą do Świstówki Roztockiej dotarł Klemens Bachleda z trzema turystami i trzema góralami w lutym 1895 r.

## Szlaki turystyczne
Czasy przejścia podane na podstawie mapy.
 znad Morskiego Oka przez Rówień nad Kępą, Świstówkę Roztocką i Świstową Czubę do schroniska w Dolinie Pięciu Stawów Polskich. Czas przejścia: 2 h, z powrotem 1:40 h. Ze względu na ochronę przyrody szlak co roku jest zamykany od 1 grudnia do 15 maja